# This Christmas (canção)
"This Christmas" é uma canção gravada pela cantora sul-coreana Taeyeon. Foi lançada em 12 de dezembro de 2017, pela SM Entertainment. É a faixa-título do álbum especial de Natal de Taeyeon intitulado This Christmas: Winter Is Coming.

## Antecedentes e composição
Previamente ao lançamento de This Christmas: Winter Is Coming, a SM Entertainment anunciou que o single "This Christmas" se tratava de um presente de natal para os fãs de Taeyeon. A canção possui composição de Score (13) e Megatone, também responsável por sua produção. "This Christmas" é pertencente ao gênero de balada pop, que evoca lembranças de um tempo passado. 

## Recepção
| Ano  | Prêmio                  | Categoria                | Resultado | Ref.  |
| ---- | ----------------------- | ------------------------ | --------- | ----- |
| 2018 | Gaon Chart Music Awards | Canção do Ano – Dezembro | Indicado  | [ 3 ] |

## Vídeo musical
O vídeo musical de "This Christmas" foi lançado na mesma data da canção. A produção retrata Taeyeon como uma filha, refletindo sobre o inverno e as memórias de Natal entre ela e seu pai. A dupla é apresentada ao longo dos anos, enquanto Taeyeon assiste em retrospecto de um carro em movimento, pensando em como o relacionamento deles mudou. O vídeo musical termina com ela cumprimentando o pai no presente em frente a uma árvore de Natal.

## Desempenho nas paradas musicais
Após o lançamento de "This Christmas", a canção estreou na Coreia do Sul em seu pico de número dois pela Gaon Digital Chart, na semana referente a 10 a 16 de dezembro de 2017, em suas tabelas componentes, a faixa estreou em seu pico de número dois pela Gaon Download Chart ao obter vendas de 142,778 mil downloads digitais pagos na semana referente a 10 a 16 de dezembro de 2017 e de número nove pela Gaon Streaming Chart, ao obter 3,762,338 milhões de streams, pela mesma semana. "This Christmas" obteve vendas digitais nas últimas três semanas do ano de 2017 de 230,000 cópias. Através da Billboard K-pop Hot 100, "This Christmas" atingiu pico de número cinco na semana correspondente a 30 de dezembro de 2017.
| Parada musical (2017)                   | Melhor posição |
| --------------------------------------- | -------------- |
| Coreia do Sul (Gaon Digital Chart)      | 2              |
| Coreia do Sul (Billboard K-pop Hot 100) | 5              |

| Parada musical (2017)              | Melhor posição |
| ---------------------------------- | -------------- |
| Coreia do Sul (Gaon Digital Chart) | 15             |

## Histórico de lançamento
| Região        | Data                   | Formato                       | Gravadora | Ref.   |
| ------------- | ---------------------- | ----------------------------- | --------- | ------ |
| Coreia do Sul | 12 de dezembro de 2017 | CD download digital streaming | SM Genie  | [ 10 ] |
| Mundo         | 12 de dezembro de 2017 | Download digital streaming    | SM        | [ 11 ] |